# 高科橋
高科橋光導科技股份有限公司，簡稱高科橋光導科技股份、高科橋光導科技、高科橋光導和高科橋（英語：Transtech Optelecom Science Holdings Limited，港交所：9963），在1996年，當時由已故高錕爵士於香港（總部）成立「香港高科橋光纖有限公司」（2000年才成立），當時代碼為8465.HK。
直至2003年，由浙江企業富通集團、董事長胡國強等人收購，再在香港更名為「高科桥光通信有限公司」；2010年，成立「富通集团（泰国）通信技术有限公司」。業務在全球經營光纤、光缆和相关配套产品的设计、生产和销售。
股份在2017年7月20日於港交所創業板上市。全球發售定價為1.68至2.45港元，發行股份數目為6500萬股，而集資額為1.048億港元，用作在泰國興建廠房、加強研發能力及豐富產品種類、加強公司與現有客戶的關係，以及在香港及東盟開發新客戶；而最後是用作一般營運資金及一般企業用途。
2020年11月5日，高科橋轉往主板上市。

## 連結
- transtechoptel.com （页面存档备份，存于）